# Schloss Erdmannsdorf (Schlesien)

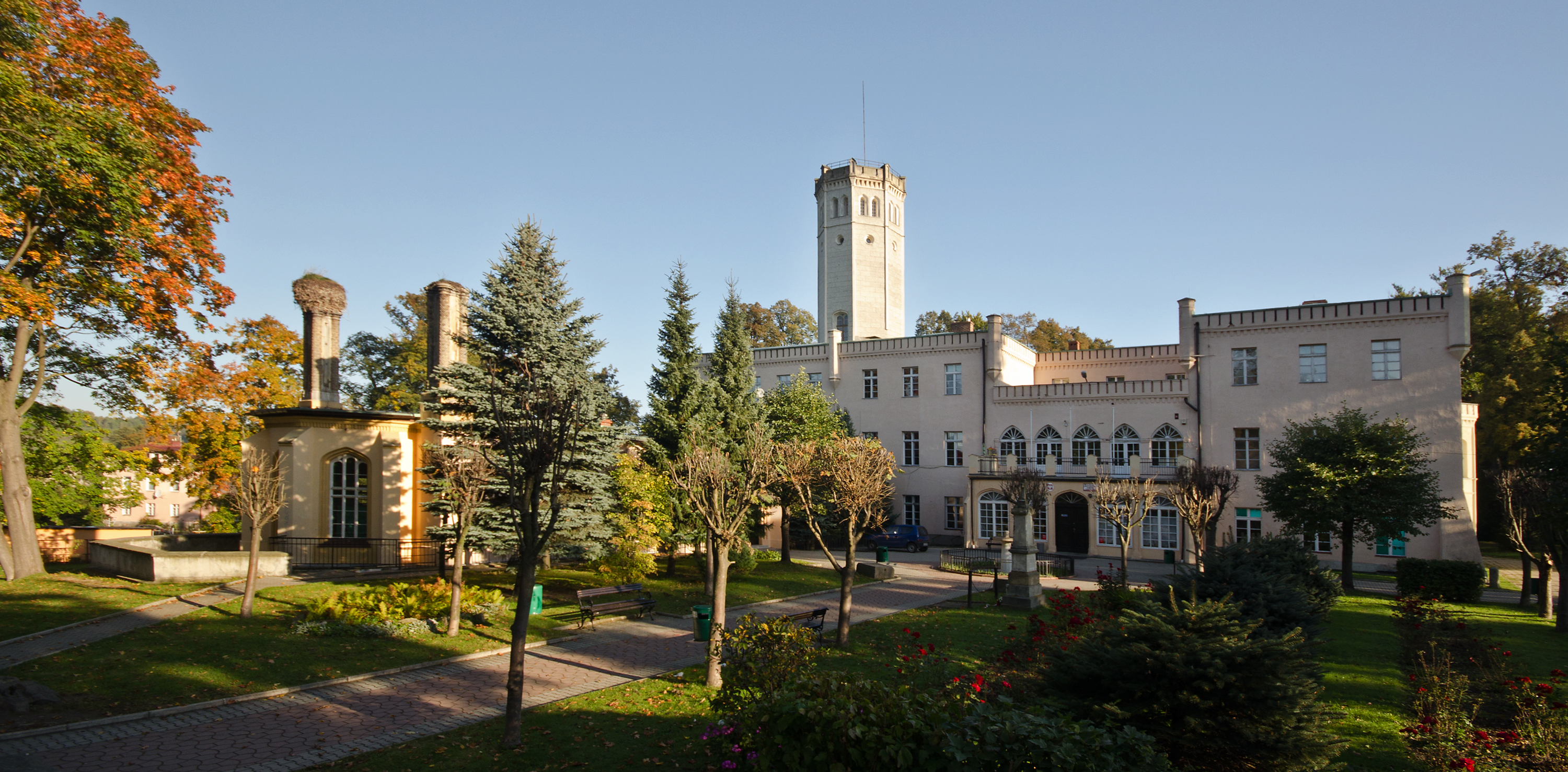
Schloss Erdmannsdorf

Das Schloss Erdmannsdorf war von 1832 bis 1909 eine Sommerresidenz der preußischen Hohenzollern in der Gemeinde Zillerthal-Erdmannsdorf.

## Geschichte
Dessen aus dem frühen 18. Jahrhundert stammender Vorgängerbau wurde 1751 von Maximilian Leopold von Reibnitz zu einer zweigeschossigen Barockresidenz von dreiflügeligem Grundriss umgebaut. Nach mehrmaligem Besitzerwechsel erwarb Generalfeldmarschall August Neidhardt von Gneisenau das Anwesen 1816 im Tausch gegen ein anderes seiner Güter. Nach dem Tod Gneisenaus 1831 kaufte Preußens König Friedrich Wilhelm III. das Schloss für 136.000 Taler, da er das Hirschberger Tal durch Besuche auf Schloss Fischbach kennen und schätzen gelernt hatte, das sein Bruder Prinz Wilhelm 1822 erworben hatte. In den Folgejahren wurde das Erdmannsdorfer Schloss von Karl Friedrich Schinkel umgebaut, der im Schlosspark, am Rande der Sichtachse vom Schloss auf das Riesengebirge, auch die Kirche errichtete, während der Königliche Gartendirektor Peter Joseph Lenné Bepflanzungspläne für den Schlosspark entwarf. Erdmannsdorf wurde zum bevorzugten Sommerrefugium des Königs und seiner zweiten Gemahlin, der Fürstin von Liegnitz. 1839 erwarb der König auch das nahegelegene Schloss Schildau für seine Tochter Luise, Prinzessin der Niederlande. Seine heutige Gestalt verdankt Schloss Erdmannsdorf im Wesentlichen den Umbauten im Stil der Tudorgotik unter König Friedrich Wilhelm IV., dessen Vorstellungen ab 1840 von Friedrich August Stüler verwirklicht wurden. Neben dem Schloss Erdmannsdorf steht die „Villa Liegnitz“, die 1842 für die Witwe Friedrich Wilhelms III. erbaut wurde, die das Schloss zuvor an ihren Stiefsohn verkauft hatte. Heute dient das Schloss als Schule, der Park mit den Teichen ist in seinen Grundzügen erhalten, die optische Ausrichtung auf das Riesengebirge jedoch zugewachsen.
Der Schlosspark Erdmannsdorf ist Mitglied des Gartenkulturpfades beiderseits der Neiße. Dies verbessert die Möglichkeiten der Pflege (Parkseminare) und die Aussichten auf Förderung sowie die touristische Erschließung.